# Geissorhiza bonae-spei
Geissorhiza bonae-spei är en irisväxtart som beskrevs av Peter Goldblatt. Geissorhiza bonae-spei ingår i släktet Geissorhiza och familjen irisväxter. Inga underarter finns listade i Catalogue of Life.